# Tarzan (album)
Tarzan è una compilation di brani editi dall'etichetta Bla Bla, pubblicata nel 1972.

## Descrizione
La selezione di brani comprende tutti quelli pubblicati dall'etichetta su 45 giri l'anno precedente, a eccezione di Un falco nel cielo, versione in italiano di Prehistoric Sound. Ci sono poi altri due pezzi degli Osage Tribe: la strumentale Crazy Horse, che era uscita solo su un singolo in Spagna, e Hajenhanhowa, brano di apertura dell'album Arrow Head qui in una versione più corta. Si tratta dell'unica canzone della raccolta cantata in italiano.
Secondo le note di copertina, i brani sono accomunati da un senso di spensieratezza e da una ricerca di evasione dalla società moderna. Il personaggio di Tarzan rappresenta quindi l'ambito ritorno a uno stile di vita più semplice e libero.
La copertina riutilizza quella del singolo Tarzan/Shangrj-La dei Capsicum Red. Il disegno di Tarzan è del fumettista Burne Hogarth e proviene da una tavola domenicale del 1948.
Il disco nella sua edizione originale è tra gli album più rari della Bla Bla ed è molto quotato sul mercato collezionistico. Venne ristampato su CD nel 1992 dalla Artis Records e nel 2007 dalla BTF. Quest'ultima edizione contiene sei brani aggiuntivi, anch'essi provenienti da 45 giri editi dalla Bla Bla nei primi anni '70.

## Tracce

### Lato A
1. Capsicum Red – Tarzan – 3:06
2. Capsicum Red – Shangrj-Là – 2:48
3. Well's Fargo – Run Billy Run – 3:07
4. Well's Fargo – Come Around – 2:31
5. Osage Tribe – Crazy Horse – 3:35
6. Osage Tribe – Prehistoric Sound – 3:02

Durata totale: 18:09

### Lato B
1. Capsicum Red – Ocean – 3:04
2. Capsicum Red – She's a Stranger – 3:23
3. Black Sunday Flowers – Hot Rock – 3:45
4. Black Sunday Flowers – Madness – 3:26
5. Osage Tribe – Hajenhanhowa – 5:14

Durata totale: 18:52

### Edizione su CD del 2007
1. Capsicum Red – Tarzan – 3:06
2. Capsicum Red – Shangrj-Là – 2:48
3. Well's Fargo – Run Billy Run – 3:07
4. Well's Fargo – Come Around – 2:31
5. Osage Tribe – Crazy Horse – 3:35
6. Osage Tribe – Prehistoric Sound – 3:02
7. Capsicum Red – Ocean – 3:04
8. Capsicum Red – She's a Stranger – 3:23
9. Black Sunday Flowers – Hot Rock – 3:45
10. Black Sunday Flowers – Madness – 3:26
11. Osage Tribe – Hajenhanhowa – 5:14
12. Osage Tribe – Un falco nel cielo – 2:58
13. Colonnello Musch – Colonnello Musch – 2:35
14. Colonnello Musch – Cacao – 2:37
15. Ixo – Walk on my Way – 3:50
16. Springfield – Love – 2:13
17. Springfield – Soldier – 2:50

Durata totale: 54:04